# Ostromęcko
Ostromęcko [pronunciación en polaco: /ɔstrɔˈmɛnt͡skɔ/] (en alemán: Reichssiedlung Kölzig) es un pueblo ubicado en el distrito administrativo de Gmina Bierzwnik, dentro del Condado de Choszczno, Voivodato de Pomerania Occidental, en el norte de Polonia occidental. Se encuentra aproximadamente a 4 kilómetros al suroeste de Bierzwnik, a 24 kilómetros al sureste de Choszczno, y a 84 kilómetros al sureste de la capital regional Szczecin.